# 谷口功 (化学者)
谷口 功（たにぐち いさお、1947年10月24日 - ） は、日本の化学者。専門は電気化学、生物電気化学。熊本大学学長、国立高等専門学校機構理事長、国際電気化学会日本代表、日本工学アカデミー副会長、日本化学会副会長、国立大学協会副会長などを歴任した。

## 人物・経歴
奈良県奈良市出身。1963年奈良女子大学文学部附属中学校卒業。1966年奈良女子大学文学部附属高等学校卒業。1970年東京工業大学（のちの東京科学大学）理工学部応用化学課程卒業。1972年同大学大学院理工学研究科化学工学専攻修士課程修了。1975年同博士課程修了、工学博士、東京工業大学大学院理工学研究科博士研究生、東京工業大学工学部附属工業高等学校専攻科非常勤講師。指導教官は関根太郎。電気化学、生物電気化学専攻。
関東出身でなかったことなどから、熊本大学第1期生だった加藤誠軌教授の紹介で面接を受け、1977年熊本大学工学部助手に着任。1979年熊本大学工学部講師。1981年熊本大学工学部助教授。1982年テキサスA&M大学博士研究員。1990年熊本大学工学部教授。1997年大阪大学蛋白質研究所教授併任、国際電気化学会生物電気化学部会長。1998年熊本大学学長特別補佐。1999年熊本大学評議員。
2000年分子科学研究所錯体研究施設教授併任、電気化学会化学センサ研究会会長、日本分析化学会副会長。2001年熊本大学サテライト・ベンチャー・ビジネス・ラボラトリー長。2002年熊本大学工学部長。2003年国際電気化学会日本代表、電気化学会副会長。2004年日本化学会九州支部長。
2005年アメリカ電気化学会有機生物電気化学部会副部会長、熊本県立第二高等学校SSH運営委員長。2006年日本ポーラログラフ学会会長、日本学術会議連携会員、熊本県ソーラー関連産業推進協議会会長。2007年アメリカ電気化学会有機生物電気化学部会長。2008年日本化学会理事、Chemical Record編集委員、加藤科学振興財団評議員。
2009年熊本大学学長、熊本県セミコンフォレスト協議会会長。2010年熊本県新産業ビジョン2011策定委員会委員長。2011年くまもと有機薄膜技術高度化支援センター長、文部科学省中央教育審議会大学分科会臨時委員、同大学教育部会副部会長、国立大学協会理事。2012年大学コンソーシアム熊本会長。2013年国立大学協会副会長、熊本県立宇土高等学校SSH運営委員、重慶市科学技術院顧問。2014年全国大学コンソーシアム協議会代表幹事、日本経済再生本部産業競争力会議新陳代謝イノベーションWG委員。
2015年熊本大学顧問、熊本大学名誉教授、くまもと産業支援財団名誉顧問、文部科学省高等専門学校の充実に関する協力者会議委員、加藤科学振興財団評議員学術委員会委員長。2016年国立高等専門学校機構理事長、日本工学アカデミー副会長。2017年日本化学会筆頭副会長。2020年加藤科学振興会理事長。2022年日本ディープラーニング協会特別顧問、文部科学省デジタル人材育成推進協議会委員。

## 受賞
- 1995年 - 日本化学会学術賞[7]
- 2005年 - 電気化学会論文賞[7]
- 2006年 - ITE Yeager Kozawa Award[7]
- 2008年
  - 山東大学名誉客員教授[7]
  - 上海師範大学 08 International Scholar's Forum Award[7]
- 2009年
  - 亜洲大学World's Eminent Scientistsand Engineers Award[7]
  - 錯体化学会賞[7]
- 2011年 - 日本ポーラログラフ学会志方国際メダル[7]
- 2013年 - 電気化学会功績賞[7]
- 2014年
  - 日本分析化学会学会賞[6]
  - 化学遺産認定[7]
- 2015年 - 日本化学会フェロー[6]